# 仙台空港民営化
仙台空港民営化（せんだいくうこうみんえいか）とは、国土交通省と宮城県によって推進され、仙台国際空港株式会社が運営を行う仙台空港の民営化（コンセッション方式）に関する取り組みである。

## 経緯

### 民営化構想の想起
2011年12月、宮城県は東日本大震災からの完全復旧と空港の収益向上への打開策として、仙台空港を民営化する方針を打ち出した。第三セクターが運営する空港ターミナルビル（仙台空港ビル）・貨物ターミナル（仙台エアカーゴターミナル）・空港連絡鉄道（仙台空港鉄道）の3事業と、国土交通省が行う滑走路等の維持管理や着陸料の収受等の事業を一元化し、これらの管理・運営を民間企業に委託することで、仙台空港の活性化を狙った。

### 地方初の民営化空港を目指して
2012年2月8日、宮城県は官民による民営化検討会を初開催。同年9月3日、3回目の検討会において、日本初となる「民間運営による地方中核空港」を目指すことを表明。あわせて、「民営化30年後の利用者数を600万人/年、貨物取扱量を5万t/年まで増加させる」とする数値目標を提示した。2013年3月29日、官民共通の指針とする「仙台空港及び空港周辺地域の将来像」を決定。
同年5月31日、新たな官民会議として「仙台空港600万人・5万トン実現サポーター会議」を新設。3月に決定した指針の具体化を目指すとともに、情報発信・機運醸成を図るため、これまでの民営化検討会を置き換える形で設置されたもの。同年7月16日の第1回会議にて、国土交通省より仙台空港を民営化適用第1号として進める意向が示された。
なお、この時点で関西国際空港を運営する新関空会社が仙台空港の運営受託に意欲を示していたが、村井知事は完全民営が望ましい として、これを牽制している。

### 民営化スキーム案の公表
| 当初案 13年11月 |              | 確定方針 14年4月 |
| --------------- | ------------ | ---------------- |
| 2014年07月      | 募集要項公表 | 2014年06月       |
| 2014年08月      | 1次審査      | 2014年12月       |
| 2015年01月      | 2次審査      | 2015年05月       |
| 2015年03月      | 運営者決定   | 2015年08月       |
| 2016年03月      | 民営化移行   | 2016年03月       |

2013年11月13日、国土交通省は仙台空港民営化に向けた基本スキーム案を公表。以後のスケジュールとして、2014年4月に実施方針を決定し、同年7月に募集要項を発表。同年8月の1次審査、2015年1月の2次審査を経て、同年3月に運営事業者を決定。同年9月に空港ターミナルビルや貨物ターミナルを先行して委託し、2016年3月に滑走路等の維持管理や着陸料の収受等を含めて完全委託する。事業委託期間は30年間で、最大で30年間延長できることが示された。
応募資格は、国内外で商業施設や公共施設、旅客運送などいずれかの運営経験がある企業・団体に限られる。仙台空港鉄道は委託事業には含まれない方針で、運営事業者が鉄道事業の運営についても希望した場合に限り、国の承認を得た上で認められる見通しとなった。
2013年11月から12月にかけて国土交通省が行った市場調査では、事業参画に関心を示す10グループ71社から基本スキーム案に関する提案を受けた。

### 民営化実施方針の公表
2014年4月25日、国土交通省は仙台空港民営化の実施方針を公表。
以降のスケジュールとして、2014年6月に募集要項の公表を行い、同年12月に1次審査を実施。2015年2月から5月頃にかけて、競争的対話（国交省とグループとの意見交換）を行い、同年5月に2次審査を実施。同年8月に運営事業者を決定。2016年1月より空港ターミナルビル等を先行して委託し、同年3月に完全委託することとした。事業委託期間は30年間とし、最大で30年間の延長ができるが、不可抗力等による影響を考慮し、最長運営期間は65年間となった。この他、委託事業者は宮城県が筆頭株主となっている現在の空港ビル施設事業者（仙台空港ビル・仙台エアカーゴターミナルの2社）の株式を取得する義務があること、仙台空港鉄道の運営も可能であることも明記された。さらに、運営事業者が空港ビル施設事業者の株式を取得するにあたり、筆頭株主である宮城県が、2014年12月の1次審査前までに応募事業者を3者以上選定し、後に行われる審査に反映させるとする追加手順も示された。
2014年5月2日、国土交通省は実施方針に関する説明会を開催。約140の企業・団体、約250人が参加した。
国土交通省による実施方針の公表を受け、宮城県は2014年4月28日、応募事業者の選定に係る参加資格確認要領案を公表。選定条件として、応募者が空港ビル施設事業者の全株式を56億8750万円で譲り受けることが示された。正式な確認要領は、国土交通省の募集要項の公表に合わせ、同年6月に公表するとした。

### 募集要項の公表と宮城県の公募手続開始
2014年6月27日、国土交通省が運営事業者に係る募集要項、及び事業者の選定基準 を公表。1次審査の書類提出期限を同年12月5日、2次審査の書類提出期限を2015年5月19日とすることも併せて示された。
これを受けて、宮城県は応募事業者の選定に係る参加資格確認要領を公表。同日、公募手続を開始した。スケジュールとしては、参加表明書の提出期限を7月22日、参加資格確認手続資料の提出期限を8月1日とし、8月11日に宮城県より参加資格確認結果を通知。その後、12月5日までに株式 譲受確認手続資料を提出。12月12日、宮城県による株式譲受確認書の交付を以って、宮城県の手続は完了とすることとした。

### 宮城県の公募手続
2014年7月22日、宮城県は参加表明書の提出を締切。6月27日の公募手続開始以降、160件超の問い合わせを受け、10社超が参加表明書を提出した。8月1日には、参加資格確認手続資料の提出を締切。応募した企業には、三菱商事やイオン、楽天、三菱地所、東急電鉄、住友不動産、オリックスといった企業名が挙がった。
多くの企業が企業連合として応募する公算が大きく、三菱地所は大成建設・日本空港ビルデング・ANAホールディングス・仙台放送と、三菱商事は楽天と、東急電鉄は東急不動産・前田建設・マッコーリー銀行・豊田通商と、イオンは熊谷組とそれぞれ手を組み、運営会社を設立する方針であることが報じられた。
12月5日、宮城県による実質の選考となる株式譲受確認手続資料の提出を締切。前述4グループが応募した。参加資格取得には応募したものの、株式譲受確認には応募しなかった企業も複数みられた。このうちオリックスは、新関空会社の入札に一本化している。
12月12日、株式譲受確認書の交付通知が行われ、4グループ全てがこれを通過した。

### 審査開始
| 東急前田豊通グループ                                                                                                   | イオン・熊谷グループ                 | MJTs                                          | 三菱商事・楽天仙台空港 プロジェクトチーム |
| --- | ------------------------------------ | --------------------------------------------- | ----------------------------------------- |
| 東急電鉄 前田建設 東急不動産 豊田通商 東急エージェンシー 東急建設 東急コミュニティー                                   | イオンモール イオンディライト 熊谷組 | 三菱地所 日本空港ビル 大成建設 仙台放送 ANAHD | 三菱商事 楽天                             |
| 37.0点 | 36.5点                               | 34.4点                                        | 33.1点                                    |
| <備考> 太字は、宮城県の参加資格確認手続を行ったとされる企業。 当該手続を行った企業のみが、グループの幹事企業となれる。 |                                      |                                               |                                           |

2014年12月5日、国土交通省は応募を締切。前述の4グループが応募したと報じられた。2回の有識者による会合が行われ、書類による審査の結果、全4グループが1次審査を通過した。
1次審査では、9つの項目を50点満点で採点。それぞれの項目のうち「空港活性化」を10点満点、「収支計画」や「職員の人事・処遇制度」を5点満点で評価するなど、傾斜配点が取り入れられた。東急電鉄を中心とした「東急前田豊通グループ」が、いずれの項目も平均以上の評価を獲得し1位の評価を獲得。以下、「イオン・熊谷グループ」、三菱地所・ANAホールディングス等から成る「MJTs」、「三菱商事・楽天仙台空港プロジェクトチーム」の順となった。最下位評価となった三菱商事・楽天連合は、「空港活性化」「安全・保安」「職員の取り扱い」といった項目での評価が伸びなかったとされる。
1次審査を通過した4グループは、2015年2月9日より国土交通省との競争的対話へと進んだ。それぞれの提案内容をどう実現するのか等の対話（議論）をした上で、2次審査に進む。しかし、3者程度としていた1次審査の通過者が4者となったことで、競争的対話が長引き、5月19日を予定していた2次審査の提出期限が順延された。

### スケジュールの見直し
| 確定方針 14年4月 |                | 変更後 15年7月 |
| ---------------- | -------------- | -------------- |
| 2015年05月       | 2次審査        | 2015年07月     |
| 2015年08月       | 運営者決定     | 2015年09月     |
| 2015年11月       | 契約締結       | 2015年12月     |
| 2016年01月       | 空港ビル等移管 | 2016年02月     |
| 2016年03月       | 民営化移行     | 2016年06月     |

2015年7月17日、国土交通省は仙台空港民営化のスケジュールを変更することを発表した。
順延されていた2次審査の提出期限は、5月19日から7月27日へ。運営者の決定は8月から9月へ、空港ターミナルビル等の事業運営開始を2016年1月から2月へ、それぞれ1ヵ月先送り。滑走路等の維持管理や着陸料の収受等については、12月よりOJT等による引き継ぎを開始し、2016年6月末に完全移管されることになった。これにより、完全民営化は3ヵ月先送りされることとなった。
同年2月より開始された競争的対話が長引いたことや、対話の中で企業側から専門性の高い滑走路等の維持管理等の引き継ぎ期間の十分な確保を求められたことに配慮したことが、スケジュール変更の要因となった。

### 運営者の決定
|                    | 東急前田豊通 | MJTs  | イオン・熊谷 |
| ------------------ | ------------ | ----- | ------------ |
| 全体事業方針       | 08.1         | 08.0  | 06.1         |
| 空港活性化計画     | 57.7         | 45.3  | 23.9         |
| 設備投資計画       | 20.3         | 18.6  | 11.9         |
| 安全計画           | 13.0         | 12.5  | 12.5         |
| 提案事業実施計画   | 12.9         | 13.2  | 12.6         |
| 事業継続・実施体制 | 26.5         | 24.1  | 24.5         |
| 職員取扱           | 07.0         | 07.0  | 06.8         |
| 運営権対価等       | 16.0         | 24.0  | 15.0         |
| 合計点             | 161.5        | 152.7 | 113.3        |

2015年7月27日、国土交通省は2次審査の応募を締切。3グループが応募したと報じられた。1次審査を通過した4グループのうち、「三菱商事・楽天仙台空港プロジェクトチーム」が応募を断念した。
2次審査では、8つの項目を200点満点で評価。1次審査と同様に傾斜配点が取り入れられた。
9月11日、国土交通省は優先交渉権者を東急前田豊通グループとすることを発表。東急グループとしての総合力が評価された他、LCCの拡大などの空港活性化・新規需要を重視した提案が支持を集めた。国や県が描いたグランドデザインと東急前田豊通グループの掲げたコンセプトが合致し、運営権対価として最も高い評価を獲得したMJTsを抑え、審査委員の大半が最高点を付けたとされる。9月30日、国土交通省と東急前田豊通グループは、特定目的会社の設立の手続き等を定めた基本協定書を締結した。
10月21日、国土交通省はこれまでの審査の評価結果や東急前田豊通グループの提案内容を公表。設備投資総額は341億円を想定。旅客ターミナルの改修や、立体駐車場の整備、LCC向けの搭乗施設（ピア棟）の新設とそれに伴う簡易搭乗ゲートの整備、エアライン事務所の新設等を提案。旅客減少時における料金負担の軽減・新規就航時の料金の割引といったエアライン料金体系の導入や、東北各地と仙台空港を結ぶシャトルバス運行の協議、鉄道アクセスの利便性向上、30年後にはLCCの旅客割合を51%にまで引き上げる方針等を示し、東北地方の空の玄関口として海外とのグローバル・ゲートウェイを目指すといった内容となっていた。

### 特定目的会社の設立と事業開始

東北6県を鳥に見立てたロゴマーク

2015年11月2日、東急前田豊通グループは特定目的会社である仙台国際空港株式会社を設立。12月1日、国土交通省と仙台国際空港株式会社との間で実施契約を締結。運営権は22億円で譲渡された。なお、落選したMJTsは約2倍近い40億円を提示していたとされ、財務省審議会にて、運営権対価を軽視した仙台空港をめぐる審査の傾斜配点を問題視。以降の空港民営化における審査では、入札額の評価割合を高めることとなった。
2016年2月1日、空港関連2企業 を完全子会社化し、事業を開始。4月1日、仙台エアポートサービスを含めた空港関連3企業を吸収合併した。7月1日、滑走路維持管理や着陸料収受等の事業 を民営化。これにより、国管理空港として全国で初めて民営化された空港となった。

### 完全民営化後
完全民営化に合わせ、これまで有料となっていた屋上展望デッキを2016年7月1日より無料化。駐車場の割引制度 も同日開始した。同年12月より、ターミナルビルの改修工事に着手。第1弾としてターミナルビル1階到着エリアを改修。観光案内所や総合案内所、カフェの他、更衣室やシャワールームを備えたランナーズポートが、2017年4月20日にオープン。また、携帯電話の無料充電スポットを新設するなど、サービス面での拡充も実施した。同年6月には、第1駐車場をリニューアル。余剰スペースの見直し等により収容台数を増やしたほか、運営をタイムズ24へ委託し、事前予約サービスを導入した。同年11月には、サイクリングポートが供用開始。
2018年3月には国際線出発ロビーエリアをリニューアル。化粧室を全て洋式化したほか、礼拝室を新設した。同年4月には、国内線保安検査場の検査手順を変更。ピア棟の運用開始による混雑悪化を緩和させるため、2020年度より実施される検査場の増設に先んじて、搭乗券確認と手荷物検査を分離した。同年10月28日の冬ダイヤ開始に合わせ、ピア棟の供用を開始。空港内の発着案内表示システムも、反転フラップ式から液晶ディスプレイ式に変更された。
2020年3月より、ターミナルビル2・3階エリアのリニューアル工事に着手。2021年度にかけて、保安検査場の拡張、制限区域内商業エリアの拡大、国内線チェックインエリアの増築等を行う予定だったが、新型コロナウイルスの影響により、国内線チェックインエリアの増築棟の工事が終了する同年11月末でリニューアル工事を中断。改修内容の変更や縮小も検討しつつ、リニューアル完了を2025年度末に先送りすることが示された。
2022年2月には、国内線制限エリア内、5番搭乗口付近の喫煙所を閉鎖し、国内線搭乗待合室として改修。待合室内に、東北の地場産品などを展示するレンタルスペース「TOHOKU AZLM -おくのソラミチ-」を開設した。また、同年9月より第1駐車場の改修工事に着手。敷地の約26%にあたる東側エリアに太陽光パネル付きの屋根を設置し、空港ビルの消費電力を賄う。工事期間中の収容台数減少に伴い、第2駐車場の拡張も行った。2023年4月に完成し、第1駐車場の閉鎖エリアの利用を再開した。24年7月には駐車場のゲートバーや駐車券を廃止したリニューアルを実施。駐車料金体系の見直しのほか、第1・第2駐車場の出口位置の変更や駐車区画の増設、決算方法の変更・拡充も合わせて行った。
2024年12月には、グレーター・ベイ航空 香港線の就航により、国際線の出発時間が重なることから、国際線搭乗ゲートを新設。これまで、バス専用の1番搭乗口と、搭乗橋を利用する2番搭乗口を共用ゲートとして使用していたが、これを分離。バス専用ゲートを新設し、1番から90番に改番。従来の共用ゲートは、搭乗橋専用の2番搭乗口に改称され、1番搭乗口は欠番となった。

### 新型コロナウイルスの影響
2020年より流行した新型コロナウイルスの影響により、航空需要が大幅に減少。同年3月より国際線は全路線が運休し、国内線でも運休や減便が相次ぎ、民営化移行5期目となった2020年度は旅客数は前年度比67%減の約121万人と低迷。営業収益も前年度比59%減の23.5億円、営業損益は民営化以降最大となる17.8億円の赤字を計上。翌2021年度も12億円の赤字となった。
東急グループからの出向者の削減や、進めていたターミナルビルのリニューアル工事を中断することで償却費の負担を減らす等、旅客収入に依存しない経営体質の強化を模索。一方で、国際線の早期再開に向けて、非接触型自動チェックイン機の導入や、チェックインカウンターの共用化等を実施。またコロナ後を見据えて、宮城県が主導して進める空港の24時間運用化を視野にした路線誘致や、三陸沿岸道路の全線開通による人やモノの集積を活かした貨物営業も進める。
2023年3月には、資本金を42.5億円から1億円に減資。税制上の中小企業化を図ることで税負担を軽減させる。
2023年度、新型コロナウイルスの5類移行による人流回復が後押し、営業損益約3.5億円の黒字を計上。5期ぶりの黒字となった。

## 沿革
- 2011年
  - 3月11日 - 東北地方太平洋沖地震（東日本大震災）発生。
  - 6月1日 - PFI法改正法が公布[103][104]。コンセッション方式が導入可能となった[105]。
  - 9月 - 宮城県、仙台空港の民営化検討を開始[106]。
  - 12月1日 - 日本PFI・PPP協会、「仙台空港等と公共施設等運営権研究会」を立ち上げる[107]。
  - 12月10日 - 村井嘉浩宮城県知事、仙台空港の民営化方針を打ち出す[1]。
  - 12月12日 - 宮城県、仙台空港の民営化方針の検討を国へ正式に要望[108]。
- 2012年
  - 1月 - 国土交通省、27の国管理空港の運営権を民間企業に売却する方針を打ち出す[109]。
  - 2月8日 - 「第1回 仙台空港等活性化検討会・臨空地域等活性化検討会」開催[3]。
  - 4月5日 - 民間による国管理空港等の運営等に関する基本方針についてを定めた、民活空港運営法案を閣議決定[110]。
  - 5月29日 - 「第2回 仙台空港等活性化検討会・臨空地域等活性化検討会」開催[111]。
  - 7月17日 - 過去2回の検討会をもとに「みやぎ国際ビジネス・観光拠点化プラン」を策定[112]。
  - 9月3日 - 「第3回 仙台空港等活性化検討会・臨空地域等活性化検討会」開催[113]。
  - 10月24日 - 第3回検討会をもとに「仙台空港の経営改革に関する宮城県基本方針」を策定、国土交通大臣に手交[114]。
- 2013年
  - 2月12日 - 「第4回 仙台空港等活性化検討会・臨空地域等活性化検討会」開催[115]。
  - 3月29日 - 全4回の検討会をもとに「仙台空港及び空港周辺地域の将来像」決定[5]。
  - 5月31日 - 「仙台空港600万人・5万トン実現サポーター会議」設置[116]。
  - 6月19日 - 民活空港運営法が成立[117]。
  - 7月16日 - 「第1回 仙台空港600万人・5万トン実現サポーター会議」開催[118]。
  - 7月25日 - 民活空港運営法が施行[119]。
  - 10月11日 - 国土交通省、民間の能力を活用した国管理空港等の運営等に関する基本方針を公表[119]。
  - 11月13日
国土交通省、仙台空港民営化の基本スキーム案を公表[11]。
「第2回 仙台空港600万人・5万トン実現サポーター会議」開催[120]。
- 2014年
  - 4月25日 - 国土交通省、仙台空港民営化の実施方針を公表[13]。
  - 4月28日 - 宮城県、応募事業者の選定に係る参加資格確認要領案を公表[19]。
  - 5月2日 - 国土交通省、実施方針に関する説明会を開催[17]。
  - 6月3日 - 「第3回 仙台空港600万人・5万トン実現サポーター会議」開催[121]。
  - 6月27日
国土交通省、仙台空港民営化の募集要項及び事業者選定基準を公表[24]。
国土交通省、実施方針に関して寄せられた意見と国の見解を公表[122]。
宮城県、応募事業者の選定に係る参加資格確認要領を公表[25]。
宮城県、公募手続を開始[26]。
  - 7月4日 - 国土交通省、募集要項に関する説明会を開催[24]。
  - 7月14日 - 宮城県、参加資格確認要領に関して寄せられた意見と県の回答を公表[123]。
  - 7月22日 - 宮城県、参加表明書の提出を締切[27]。
  - 8月1日 - 宮城県、参加資格確認手続資料の提出を締切[28]。
  - 8月11日 - 宮城県、参加資格確認結果を通知[25]。
  - 9月12日 - 国土交通省、募集要項等に関して寄せられた質問と国の回答を一部前倒し公表[124]。
  - 9月30日 - 国土交通省、募集要項等に関して寄せられた質問と国の回答を公表[125]。
  - 10月22日 - 国土交通省、募集要項等に関して寄せられた追加質問と国の回答を公表[126]。
  - 12月5日
国土交通省、1次審査の書類提出期限日[24]。
宮城県、株式譲受確認手続資料の提出期限日[25]。
  - 12月12日 - 宮城県、株式譲受確認結果を通知[25]。
- 2015年
  - 1月26日 - 国土交通省、全4グループに1次審査通過を通知[37]。
  - 2月9日
国土交通省と1次審査を通過した4グループ、それぞれ2者間による競争的対話を開始[127]。
「第4回 仙台空港600万人・5万トン実現サポーター会議」開催[128]。
  - 3月24日 - 民間売却される仙台空港に公務員を派遣することを盛り込んだ、PFI法改正法案を閣議決定[129]。
  - 7月17日 - 国土交通省、民営化に向けたスケジュールの変更を発表[41]。
  - 7月27日 - 国土交通省、2次審査の書類提出期限日[45]。
  - 9月11日 - 国土交通省、東急前田豊通グループを優先交渉権者に選定[49]。
  - 9月18日 - PFI法改正法が公布。滑走路の維持管理等、専門的なノウハウを持つ公務員を派遣することが可能となった[130]。
  - 9月30日 - 国土交通省、東急前田豊通グループと基本協定書を締結[131]。
  - 10月21日 - 国土交通省、審査の評価結果等を公表[56]。
  - 11月2日 - 東急前田豊通グループ、運営会社「仙台国際空港株式会社」を設立[60]。
  - 12月1日 - 国土交通省、仙台国際空港株式会社と実施契約を締結[62]。
- 2016年
  - 1月27日 - 「第5回 仙台空港600万人・5万トン実現サポーター会議」開催[132]。
  - 2月1日 - 仙台国際空港株式会社、仙台空港ビル株式会社・仙台エアカーゴターミナル株式会社を完全子会社化し、ターミナルビル・航空貨物取扱の事業運営を開始[65]。
  - 4月1日 - 仙台国際空港株式会社、仙台空港ビル・仙台エアカーゴターミナル・仙台エアポートサービスの3社を吸収合併[66]。
  - 7月1日 - 仙台国際空港株式会社、滑走路維持管理や着陸料収受等の事業運営を開始[67]。日本の国管理空港として初めての民営化事例となった[68]。
  - 12月15日 - ターミナルビルのリニューアル工事を開始[70]。
- 2017年
  - 4月1日 - 空港使用料の料金体系を改定[133]。
  - 4月20日 - ターミナルビル1階エリアをリニューアル[71]。
  - 6月20日 - 駐車場をリニューアル[73]。
- 2018年
  - 3月23日 - ターミナルビル2階 国際線出発ロビーエリアをリニューアル[75]。
  - 4月25日 - 国内線保安検査場の検査手順を変更[77]。
  - 8月27日 - 宮城県および仙台国際空港株式会社、空港の運用時間延長に向けて協議を開始[134]。
  - 10月28日
ピア棟供用開始[78]。
旅客サービス施設使用料および国際線旅客保安サービス料の徴収を開始[135]。
- 2019年
  - 7月1日 - 国土交通省、滑走路維持管理や着陸料収受等にあたっていた公務員の出向を完了[136]。
  - 8月3日 - 駐車場・繁忙期料金制度導入[137]。
  - 9月3日 - 空港運用時間の延長に向けた四者会議[注 7] を初開催[138]。
- 2020年
  - 1月27日 - 2回目となる空港運用時間の延長に向けた四者会議を開催[139]。
  - 3月26日 - ターミナルビルの2期リニューアル工事を開始[80]。
  - 8月20日 - 3回目となる空港運用時間の延長に向けた四者会議を開催[140]。
  - 11月30日 - 2期リニューアル工事を中断[84]。
- 2021年
  - 1月27日 - 名取市・岩沼市、空港の24時間運用化を受け入れる方針であることが示される[141]。
  - 2月4日 - 名取市、市議会にて空港の24時間運用化の容認に合意[142]。
  - 2月5日 - 岩沼市、市議会にて空港の24時間運用化の容認に合意[143]。
  - 2月10日 - 宮城県・名取市・岩沼市の3者、24時間運用化に向けた覚書を締結[144]。
  - 7月1日 - 空港運用時間を30分延長し、22時までに変更[145]。
- 2022年
  - 10月30日 - 旅客サービス施設使用料を値上げ[146]。
- 2023年
  - 3月24日 - 仙台国際空港株式会社、資本金を42.5億円から1億円に減資[101][147]。
  - 4月28日 - カーポート型太陽光発電設備設置のために一部閉鎖していた第1駐車場の利用を再開[93]。
- 2024年
  - 6月1日 - 旅客保安サービス料を値上げ[148]。
  - 7月29日 - 駐車場をリニューアル[94]。
  - 12月10日 - 国際線バス専用ゲート[注 8]供用開始[95]。

## 指針
仙台空港の民営化に際し、宮城県は官民共通の目的意識を持つための指針として「仙台空港及び空港周辺地域の将来像」を策定。4つの柱を軸に、空港及び周辺地域の活性化を目指す。
航空ネットワークの拡充とLCC拠点化誘致
2012年9月に宮城県が掲げた「30年後の利用者600万人/年」という目標達成にあたり、航空ネットワークの拡充・強化を1つの柱としており、中でもLCCの拠点化に力を入れる。
宮城県は2013年2月、LCC就航・便数の充実を前提に、LCC専用駐機場の整備を検討する意向を示す。2014年1月には、前年12月に行われたピーチ・アビエーションの井上慎一CEOとのパネルディスカッションを受けて、LCC拠点化を前提に仙台空港の24時間運用化に取り組む意向を、同年5月には、民営化後に運営者がLCC用ターミナルの増築に着手する際には県として協力する意向を示した。
ビジネスジェット中継拠点化
東アジアと北アメリカの中継拠点としてビジネスジェットを誘致し、中継拠点としての機能を持たせることを目指す。そのために、空港内や空港周辺にビジネスセンターや展示施設、エアポートホテル、自動車関連・電子機械産業を中心とした研究関連施設を整備する構想を掲げる。
物流拠点化
「30年後の貨物取扱量5万t/年」という目標達成にあたり、物流拠点としての機能強化を目指す。近接する仙台港、高速道路網や鉄道網を活かし、東北地方の航空貨物の物流拠点として整備。貨物便の誘致も行う。
バックアップ拠点化
首都圏やアジア諸国での災害発生時に、緊急対応のための機能を強化。空港施設の防災・耐災や、災害救援機等の受け入れ体制の構築に取り組む。

## 主な施策

### 仙台国際空港株式会社
ピア棟の建設
2018年10月28日よりピア棟の供用を開始。建設費約20億円。既存ターミナルビル西側に隣接・直結。徒歩ゲート3ヵ所とバスゲート2ヵ所を備え、国内線搭乗ゲート数が6ヵ所 から10ヵ所 へ増加。計画当初はLCC用の施設としての使用を予定していたが、全航空会社が使用できるようにした。設計当初は平屋での建設を予定していたが、グランドハンドリング車両等の作業性を考慮し、多層階建てに変更。航空会社からの要望の多い朝や夜の時間帯の発着数増加を見込む。
空港使用料の改定
2017年4月より、空港使用料を改定。繁閑に応じて着陸料を変動する制度を導入。需要の落ちる冬季に減額し、新規就航を促す。また、停留料（駐機料）を24時間以内は無料とし、夜間駐機や拠点化の促進を図る。さらに、ターミナルビル内カウンター等の施設利用料も引き下げ、航空会社の負担低減を行う。
| 旅客サービス施設使用料 (PSFC) | 旅客サービス施設使用料 (PSFC) | 旅客サービス施設使用料 (PSFC) | 旅客サービス施設使用料 (PSFC) | 旅客保安サービス料 (PSSC) | 旅客保安サービス料 (PSSC) |
| 国内線（出発・到着便）        | 国内線（出発・到着便）        | 国際線（出発便）              | 国際線（出発便）              | 国際線（出発便）          | 国際線（出発便）          |
| ----------------------------- | ----------------------------- | ----------------------------- | ----------------------------- | ------------------------- | ------------------------- |
| 大人                          | 290円                         | 大人                          | 700円                         | 大人                      | 240円                     |
| 小人                          | 150円                         | 小人                          | 350円                         | 小人                      | 240円                     |

2018年10月より、国内線・国際線利用者を対象にした旅客サービス施設使用料および国際線利用者を対象にした旅客保安サービス料の徴収を開始。国内線での旅客サービス施設使用料は出発便・到着便双方の利用者に課せられるが、国際線では旅客サービス施設使用料・旅客保安サービス料ともに出発便利用者にのみ課せられる。2019年10月1日より、消費税率の引き上げに伴い、国際線旅客サービス施設使用料を一部値上げ。2022年10月30日より、旅客サービス施設使用料を国内線は60円（小人は30円）、国際線は90円（小人は50円）それぞれ値上げ。2024年6月1日より、旅客保安サービス料を130円値上げした。
貨物取扱量の増加
低迷する貨物取扱量の増加のため、営業を強化。検品を請け負う等の荷主のニーズに応えることでシェアを獲得し、2018年度の国際貨物取扱量は、前年度からの倍増を見込む。
2019年3月より、タイ国際航空のチャーター便を活用した国際貨物取扱の実証実験を開始。日本通運および日本航空による協力のもと、潜在需要の取り込みを目指した。同年10月からの定期便化に伴い、さらなる拡大を目指す。

### 国・政府
空港エプロン増設
国土交通省は、民営化移行前にエプロン（駐機場）の増設工事を行い、2スポット を増設した。
関連法整備
政府は、仙台空港を皮切りに始まる空港運営権の民間売却に向けて、公務員を特定の業務のために最大で3年間派遣する制度の新設を進めた。国土交通省が管轄する、管制や滑走路の整備、航空灯の保全等の業務が想定されている。2016年に民営化される仙台空港での適用を視野に、2015年3月24日にPFI法改正案を閣議決定。同年9月18日に公布。同年12月1日より施行。2019年7月1日、国土交通省による管轄業務の民営化から3年が経過したことにより、公務員の出向が終了した。

### 宮城県
臨空地の造成
B滑走路南側に隣接する岩沼市内の県有地約13haを、企業集積のために造成し、2016年度に分譲を行った。航空機の整備関連施設や貨物関連施設、製造業関連施設としての利用を想定。うち2.2haは、東日本大震災によって被災し、廃止された仙台市消防ヘリポートの移転用地として利用され、仙台市消防航空隊（仙台市）及び宮城県防災航空隊（宮城県）の運航拠点として使用される。
運用時間の延長
将来的な空港の24時間運用化に向け、立地自治体である岩沼市・名取市との協議を進める。宮城県は、23時 - 5時の離着陸の制限、海側の離着陸を行う「優先滑走路方式」の実施率向上等の対策案を提示。24時間化によるLCC路線の拡大や貨物便就航に向けてのバックアップを目指す。
2020年8月、宮城県・仙台国際空港・名取市・岩沼市による3回目の4者会議にて、名取・岩沼両市長は、地域振興策との一体化を条件に24時間運用化に向けて一定の理解を示した。2021年1月、地域振興策に関する協議が進み、両市は24時間化を受け入れる方針とすることとなり、同年2月に名取市・岩沼市両市議会にて容認に合意。宮城県・名取市・岩沼市の3者にて覚書を締結した。同年7月より、3者による覚書締結を受け、IBEXエアラインズが新千歳からの到着便について、運航時刻を変更。運用時間を21時30分から30分延長し、22時までとなった。
仙台国際空港は運用時間の延長に際し、延長した時間帯の市街地上空を飛行する「山側ルート」での離着陸を行う場合には、便数に応じて名取・岩沼両市に料金を支払うことや、空港ビル内での買い物や駐車場料金の割引制度を設定することを検討する。
24時間運用化によって、LCC路線のさらなる拡充や、仙台を夜間に出発する東南アジア路線の拡大が期待される。
航空会社との連携協定の締結
2018年1月25日、仙台空港を拠点として運航するIBEXエアラインズと包括連携協定を締結。地域間流動の促進に取り組み、仙台空港の利用促進や観光振興等を共同で行う。同年3月19日には日本航空と連携協力協定を締結。観光振興・人事育成にて連携を行う。同年7月11日には、ANAホールディングスと包括連携協定を締結。観光振興や地域活性化等に取り組む。
助成キャンペーンの実施
2022年度、18歳 - 24歳の若者を対象に、仙台空港発着の国内線を往復利用することで、5,000円をキャッシュバックするキャンペーンを実施。往復にかかる自己負担額が10,000円以上であることが条件となるが、居住地は問わない。また、2023年1月18日の国際線定期便の再開に合わせ、30歳未満の若者を対象に、条件を満たすことで国際線の利用運賃を最大で10,000円を助成するキャンペーンも実施し、需要喚起を図る。
2024年度にも、30歳未満の若者を対象にした助成キャンペーンを実施。国際線・国内線運賃のキャッシュバックおよびパスポート取得・更新費用の助成を行う。2025年度も、同様のキャンペーンを実施する。

### 仙台市
路線誘致
仙台市は、タイとの定期便を誘致、2013年12月4日にタイ国際航空が冬季就航。通年運航を目指し、搭乗率確保と貨物取扱量増加に取り組んだが、タイ国内で発生した反政府デモによる影響を受けて2014年3月をもって休止。同年5月にはバンコクにサポートデスクを設置。また、七十七銀行や国内企業のタイ現地法人との連携を通じて、ビジネス強化等に取り組み、市長がタイ国際航空本社を訪問する等して、運航再開を働きかけた。2019年6月には、同年10月30日に再開することが決定。再開発表と同日、仙台市では「仙台・タイ経済友好協会」を設立。宮城県をはじめ東北地方各県とも協力し、さらなる関係の深化に取り組む。
2022年には新型コロナウイルスにより長期運休が続く国際線について、重点市場と位置付けるタイと台湾に向けたプロモーションを集中的に行い、航空会社に再開を働きかける考えを示した。2023年春、仙台市と交流促進協定を締結している台南市とのチャーター便の運航を行った。同年秋、そして翌2024年秋と、タイ国際航空の運航再開を目指し、継続してPRを行う。
2024年7月には、香港でのトップセールスを行い、キャセイパシフィック航空、香港航空、香港エクスプレス航空、グレーター・ベイ航空の航空会社4社を訪問し、香港線再開を働きかけた。同年12月よりグレーター・ベイ航空および香港航空が、2025年1月より香港エクスプレス航空が、それぞれ同路線に就航することを発表した。

### 名取市
空港隣接地の土地利用
名取市は、仙台空港の東南に隣接する下増田字屋敷地区の土地利用の検討を行う。当地は、東日本大震災による津波の被害を受けたエリアとして市街化調整区域に指定され、美田園北（なとりりんくうタウン）へ移転した「防災集団移転促進事業」の移転元地ということもあって、土地の有効活用ができておらず、市の維持管理負担も大きい。仙台空港の24時間運用化を見据えた土地利用を、民間と共同での利用も視野に検討を行う。

### 岩沼市
空の駅整備
岩沼市は、宮城県と共同で仙台空港フロンティアパーク内の3.5haに空の駅の整備を計画。空港の24時間運用化に向けた覚書に盛り込まれた地域振興策の一環として整備し、レストランや温浴施設等の入居を検討し、27年度の完成を目指す。

### 航空会社
IBEXエアラインズ

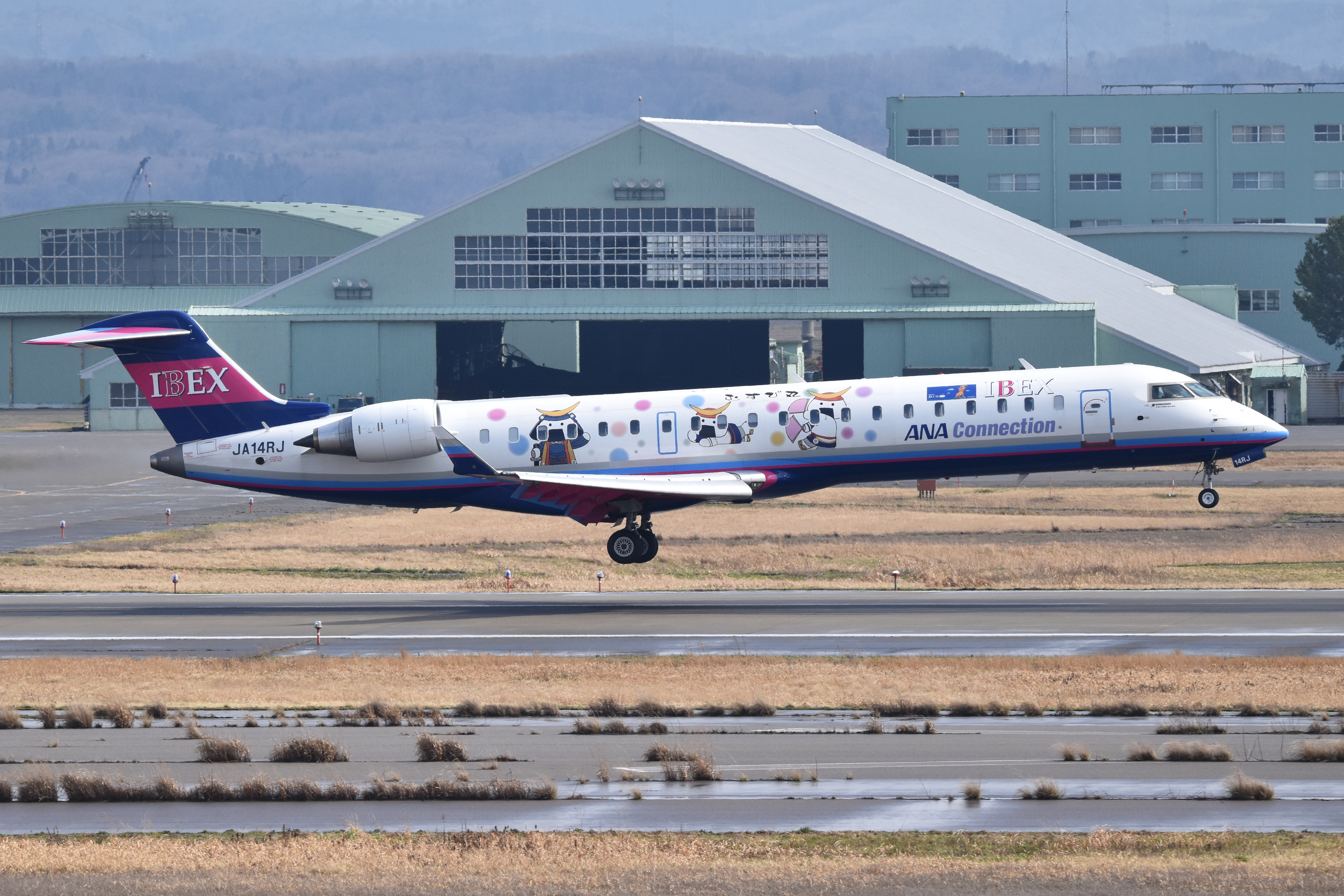
むすび丸ジェット（初代）

IBEXエアラインズでは、宮城県と締結した包括連携協定のもと、期間限定での均一運賃の設定や、2018年に受領した新造機へむすび丸ラッピング、宮城県在住のロックバンドMONKEY MAJIKとのコラボレーション企画、宮城県物産品の機内カタログ販売等を実施。2021年5月より、気仙沼市とも包括連携協定を締結し、送客等に取り組む。
2020年8月には、仙台市に本拠地を置くプロ野球・東北楽天ゴールデンイーグルスとタイアップした「楽天イーグルスジェット」の運航を開始。2021年には、SNSにてデザイン投票を実施し、2代目となる「むすび丸ジェット」の運航を開始した。
2022年元旦には、農協観光と共同し、初のチャーター便となる富士山遊覧フライトを運航。その後、ツアー・ウェーブと共同で、鹿児島・長崎・高松・松山・小松への双方向チャーター便を運航している。
2023年10月には、「楽天イーグルスジェット」のデザインをリニューアルすることを発表。デザイン投票により選定し、11月に開催された楽天イーグルスファン感謝祭にて結果を公表、12月より運航を開始した。
2024年6月には、3代目となる「むすび丸ジェット」の運航を開始した。
2025年2月には、仙台市に本拠地を置くJリーグ・ベガルタ仙台とスポンサーシップ契約を締結。同年4月には「ベガルタ仙台ジェット」を就航させることを発表。同年7月、投票によりクラブマスコットのベガッ太およびルターナが描かれたデザインが選定されたことを発表し、就航した。

### 旅行会社
ツアー・ウェーブ

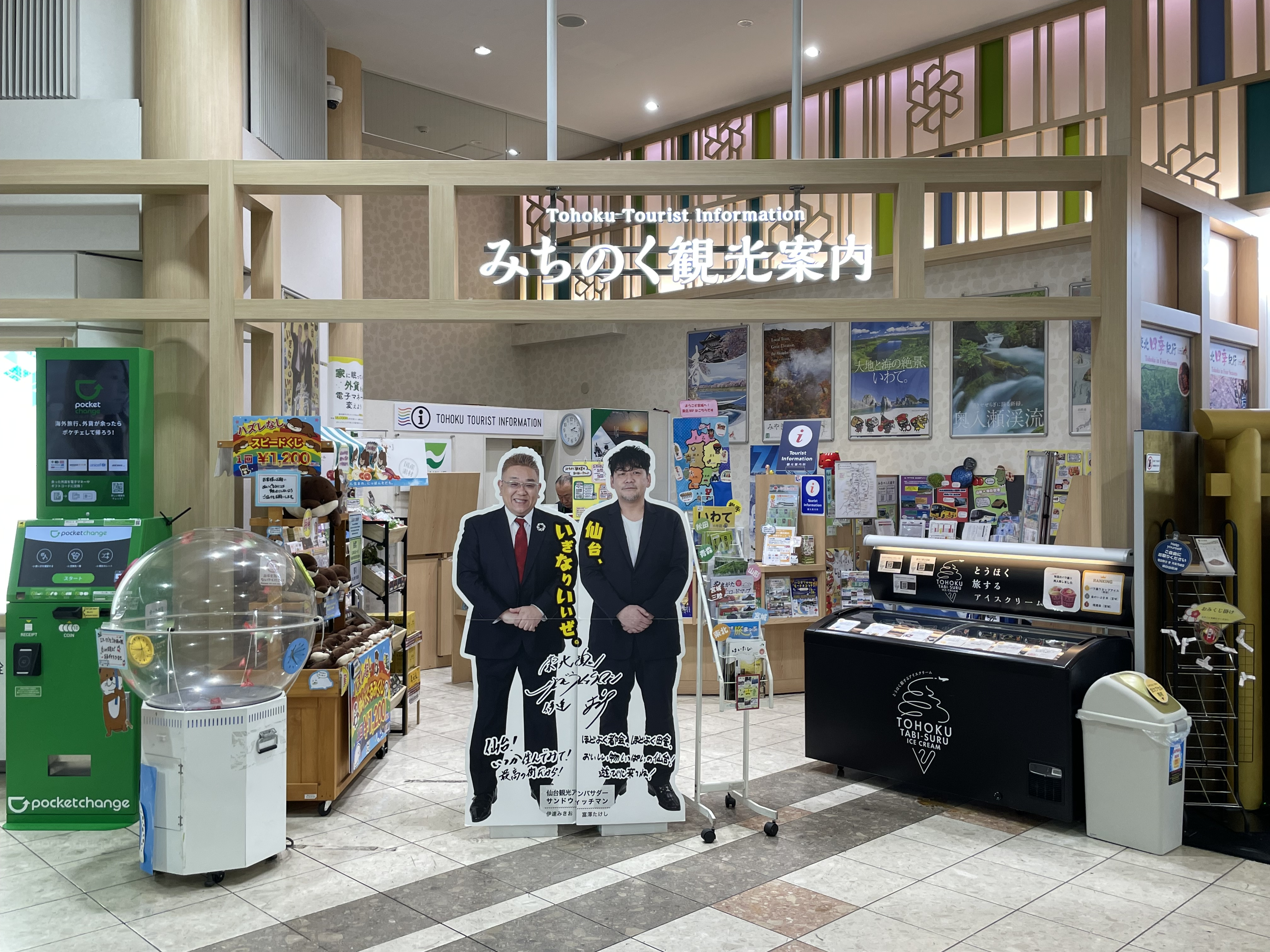
みちのく観光案内

仙台市に本社を置くツアー・ウェーブは、IBEXエアラインズと共同で仙台空港を発着するチャーター便を運航するほか、海外航空会社による国際チャーター便も手配。
2024年6月より、「みちのく観光案内」の運営を仙台国際空港より引き継いだ。同年11月には運営引き継ぎを記念し、仙台市に本拠地を置く女子プロレス・センダイガールズプロレスリングによる「空港プロレス」を開催。国際線到着ロビーに特設リングを設置し、3試合が実施されたほか、選手によるサイン会やトークショー、子ども向けのプロレス教室等も行われ、約400人が観戦した。

### 公共交通機関
仙台空港鉄道・東日本旅客鉄道
| ダイヤ年次 | 運行本数   | 増減       |
| ---------- | ---------- | ---------- |
| 2016年     | 40往復80本 | -          |
| 2017年     | 43往復86本 | + 3往復6本 |
| 2022年     | 44往復88本 | + 1往復2本 |

仙台空港鉄道および東日本旅客鉄道は、2017年春のダイヤ改正に合わせ、仙台空港アクセス線の運行本数の増発、始発列車の繰り上げ、最終列車の繰り下げ等を行った。2018年以降、多客期に増結を行うなど混雑緩和に対応するものの、慢性的な混雑が続く。2020年春には、東日本旅客鉄道所属車両のうち当路線外で運用されていた車両1編成について、当路線の対応化工事を実施し、車両を捻出することで輸送力の増強を行い、輸送力が約10%向上。2022年春のダイヤ改正にて、再度増発を行った。
なお、仙台空港鉄道では仙台空港利用者数の増加等を背景に、2018年度には開業以来初めて営業損益の単年度黒字を達成。純損益でも同様に黒字を達成した。2020年度以降、新型コロナウイルスの影響により業績が落ち込んだものの、2022年度より再度黒字に転じている。
一方でこれ以上の増便は、乗り入れる東北本線の線路容量の関係上難しく、恒常的な車両増結のためJR東日本に運行車両の貸与を要請している。

## 成果・業績

### 新規就航・再開・増便
民営化に伴い、便数は増加傾向にある。定期便数は、2016年夏ダイヤの367便/週から2019年夏ダイヤには414便/週と、47便/週増加している。

#### LCC路線の拡大
- 拠点化

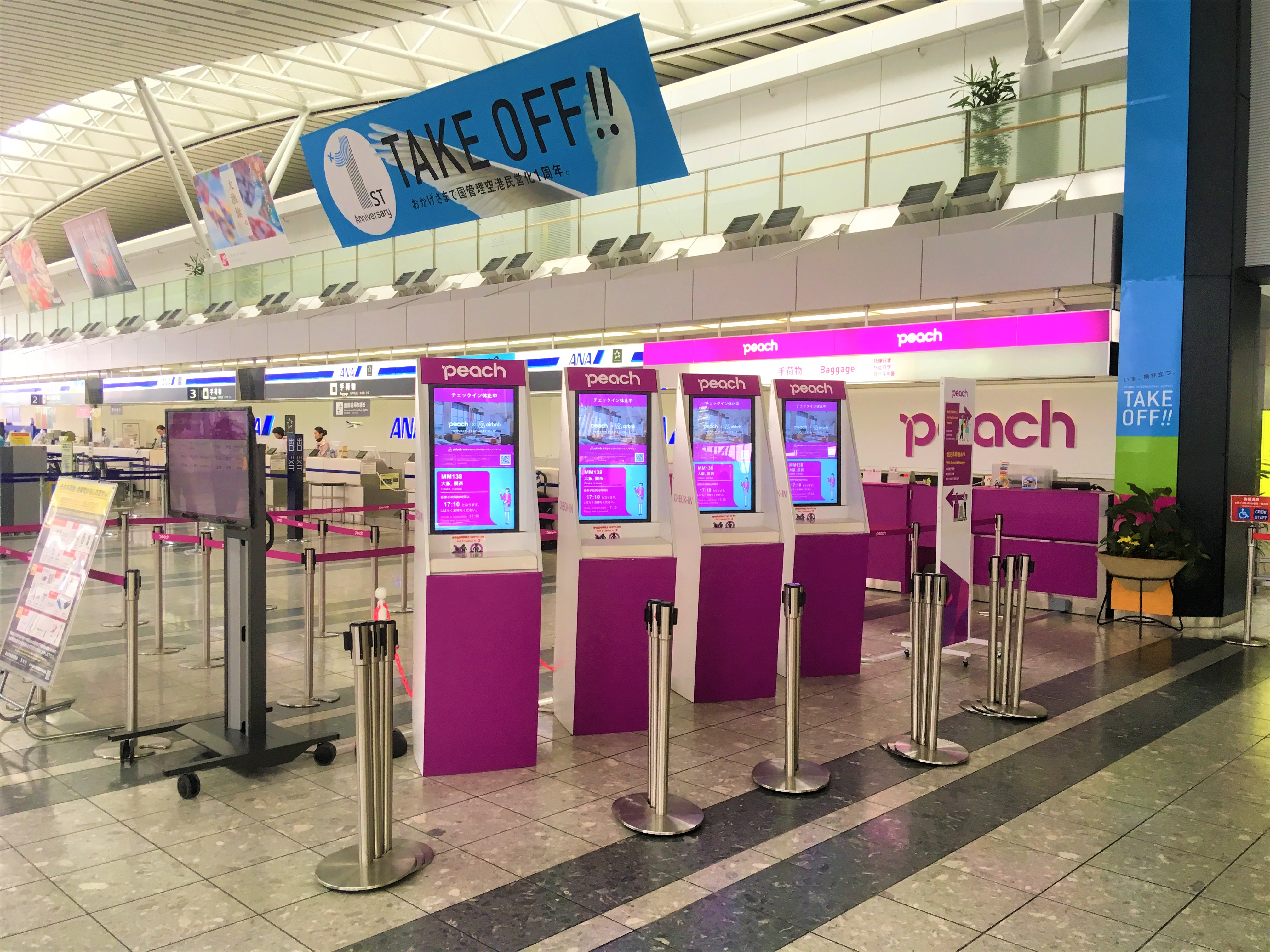
ピーチの搭乗カウンター

2015年3月、ピーチ・アビエーションが仙台空港を関西・那覇・成田に続く第4の拠点空港として、2017年夏までに機材1機を夜間駐機させることを発表。2016年には、成田よりも先に第3のベースとする意向を示した。空港の民営化が拠点化を後押しし、宮城県は運用時間の延長等の支援策について検討に入る。
2017年9月より新千歳・台北/桃園線へ就航し、夜間駐機を行わない形での拠点化を開始。2019年1月10日より夜間駐機を開始。同年4月25日より、新千歳線・台北/桃園線を増便。2020年10月には那覇線、同年12月には名古屋/中部線に就航。
しかし、新型コロナウイルスの感染拡大の影響を受け、2020年3月より台北/桃園線が運休。2021年10月より夜間駐機を取りやめ、2022年10月より那覇線も運休。2024年11月、拠点空港から仙台空港が除外された。
- 就航

2016年6月、タイガーエア台湾が台北/桃園線に就航。民営化に際して国際線LCCの誘致に注目が集まっていた中で、仙台空港としては初となる国際線LCC路線となった。
2019年8月には、エアアジア・ジャパンが名古屋/中部線に就航したが、新型コロナウイルスの影響により、エアアジアにおける日本での事業継続が困難となり、2020年12月5日をもって事業が廃止されることとなった。なお、同路線にはピーチ・アビエーションが同年同月より参入している。
2024年7月には、グレーター・ベイ航空が東北の夏祭り開催に合わせて香港線のチャーター便を6往復運航。同年12月、台北/桃園線に続く2路線目の国際LCC定期便として就航。2011年2月まで運航されていた香港ドラゴン航空以来13年ぶりの路線再開となった。グレーター・ベイ航空は、呉秀蘭CEOや伊藤弘輝日本支社長をはじめ、香港ドラゴン航空出身者が多く、仙台就航への思い入れが強いと語っている。2025年1月より、香港エクスプレス航空も同路線に就航し、2社合わせて週6往復運航される。
2025年7月、タイガーエア台湾が台北/桃園線に続く2路線目となる高雄線を開設。

#### 既存路線の拡充
- 国内路線

2016年7月、日本航空は大阪/伊丹線の一部機材を、従来のエンブラエルE170（76席）からエンブラエルE190（95席）へ変更。民営化初日に合わせての就航となった。2017年12月より福岡線に、2018年5月より新千歳線にも同型機を投入した。
2017年7月、経営破綻により仙台空港から撤退していたスカイマークが再就航し、2015年10月以来となる神戸線が再開。民営化による着陸料等の軽減により、当初の計画より2年ほど前倒しする形で再開が実現した。
IBEXエアラインズは仙台路線強化の一環として、2021年12月より2022年3月にかけて広島線を期間増便。増便分は全日本空輸とのコードシェアを行わないIBEXエアラインズ単独での運航だったが、2023年3月よりコードシェアを伴った増便を行っている。
- 国際路線

2016年6月、アシアナ航空はソウル/仁川線を週4便から週7便へと復便。震災以降の旅客需要の減少により減便されていたが、空港民営化を理由に増便に踏み切った。2019年7月より、エバー航空も台北/桃園線を週4便から週7便へ増便。仙台支店を開設し、仙台・青森・函館を活用した東北周遊のネットワークを構築する。
2023年4月に台北/桃園線に就航したスターラックス航空は、2024年10月より機材を従来のエアバスA321neo（188席）からエアバスA330-900（297席）へ大型化。当初は高需要期となる冬ダイヤのみの予定だったが、2025年夏ダイヤも継続し通年での大型化に踏み切った。

### 業績
| 年度            | 営業利益      | 経常利益      | 純利益        |
| --------------- | ------------- | ------------- | ------------- |
| 第1期（2016年） | ▲ 9900万円    | ▲ 2900万円    | ▲ 800万円     |
| 第2期（2017年） | 6700万円      | 1億0100万円   | 1億0900万円   |
| 第3期（2018年） | 3500万円      | 6400万円      | 1億3500万円   |
| 第4期（2019年） | ▲ 3700万円    | ▲ 3000万円    | ▲ 4200万円    |
| 第5期（2020年） | ▲16億9200万円 | ▲15億7300万円 | ▲15億1400万円 |
| 第6期（2021年） | ▲12億0000万円 | ▲11億4400万円 | ▲10億8500万円 |
| 第7期（2022年） | ▲ 3億5200万円 | ▲ 3億4600万円 | ▲ 1億6200万円 |
| 第8期（2023年） | 3億4700万円   | 3億4700万円   | 5億8800万円   |
| 第9期（2024年） | 4億0600万円   | 4億1100万円   | 5億5200万円   |

民営化後2期目となった2017年度は、商業エリアの運営等の非航空系事業が堅調に推移し、滑走路事業等の航空系事業による赤字を圧縮。営業損益が大幅に改善し、国際線利用客数が40%以上の伸びを記録するなどの成果を上げ、2期目となる2017年度にて黒字転換を達成。3期目となる2018年度も2期連続となる黒字を達成した。2019年度は施設の増築に伴う経費・減価償却費の増加等により、3期ぶりの営業赤字を計上している。
2020年より流行した新型コロナウイルスの影響により航空需要が大幅に減少し、2020年度より業績が低迷。営業損益は民営化以降最大となる赤字を計上。翌2021年度も12億円の赤字を計上した。
2023年度、新型コロナウイルスの5類移行による人流回復が後押しし、5期ぶりの黒字に転じた。2024年度も、インバウンド需要の増加を追い風に2期連続での黒字を達成している。

## 推移
| 年度   | 利用者数（人） | 利用者数（人） | 利用者数（人） | 貨物取扱量（トン） | 貨物取扱量（トン） | 貨物取扱量（トン） | 着陸回数（回） | 着陸回数（回） | 着陸回数（回） |
| 年度   | 国内線         | 国際線         | 合計           | 国内線             | 国際線             | 合計               | 国内線         | 国際線         | 合計           |
| ------ | -------------- | -------------- | -------------- | ------------------ | ------------------ | ------------------ | -------------- | -------------- | -------------- |
| 2010年 | 2,363,415      | 258,872        | 2,622,287      | 9,714              | 1,089              | 10,803             | 20,692         | 1,104          | 21,796         |
| 2011年 | 1,776,717      | 69,246         | 1,845,963      | 2,933              | 104                | 3,037              | 14,992         | 269            | 15,261         |
| 2012年 | 2,513,227      | 186,421        | 2,699,648      | 5,475              | 245                | 5,720              | 22,333         | 858            | 23,191         |
| 2013年 | 2,989,413      | 175,202        | 3,164,615      | 5,846              | 244                | 6,090              | 27,729         | 800            | 28,529         |
| 2014年 | 3,072,541      | 167,029        | 3,239,570      | 5,635              | 220                | 5,855              | 26,990         | 805            | 27,795         |
| 2015年 | 2,954,079      | 160,169        | 3,114,248      | 5,774              | 259                | 6,033              | 24,415         | 727            | 25,142         |
| 2016年 | 2,937,046      | 225,551        | 3,162,597      | 6,087              | 262                | 6,349              | 24,011         | 940            | 24,951         |
| 2017年 | 3,158,572      | 280,667        | 3,439,239      | 5,458              | 196                | 5,654              | 25,288         | 1,117          | 26,405         |
| 2018年 | 3,301,361      | 311,377        | 3,612,738      | 5,031              | 242                | 5,273              | 26,568         | 1,122          | 27,690         |
| 2019年 | 3,339,002      | 379,178        | 3,718,180      | 4,866              | 177                | 5,043              | 27,681         | 1,384          | 29,065         |
| 2020年 | 1,217,890      | 0              | 1,217,890      | 1,552              | 0                  | 1,552              | 18,709         | 10             | 18,719         |
| 2021年 | 1,651,407      | 2              | 1,651,409      | 1,273              | 0                  | 1,273              | 22,347         | 14             | 22,361         |
| 2022年 | 2,778,942      | 15,031         | 2,793,973      | 1,405              | 5                  | 1,410              | 26,687         | 58             | 26,745         |
| 2023年 | 3,176,308      | 373,787        | 3,550,095      | 1,245              | 7                  | 1,252              | 25,727         | 1,268          | 26,995         |
| 2024年 | 3,290,467      | 519,179        | 3,809,646      | 1,425              | 7                  | 1,432              | 25,788         | 1,593          | 27,381         |

### 利用者数・貨物取扱量
仙台空港における、民営化以前の利用者数のピークは2006年度の約339万人/年。貨物取扱量のピークは2000年度の約2.4万t/年であった。宮城県が掲げた「利用者数600万人/年・貨物取扱量5万t/年」という数値目標は、それぞれピーク時の約2倍にあたる数値である。また、仙台国際空港株式会社は2016年7月にマスタープランを策定。2044年度の利用者数を550万人/年、貨物取扱量を2.5万t/年をそれぞれ目標に掲げる。仙台国際空港が掲げる数値目標は、宮城県がそれ以前に打ち出していた数値と開きがあるが、きちんと需要予測をした上で実現可能な数値を目標に据えたとした一方で、宮城県の数値目標を諦めているわけではないという。

#### 利用者数
宮城県は、2013年度の利用者数目標を300万人、2014年度は320万人に設定し、いずれも達成。仙台国際空港株式会社は、2017年度の利用者数目標を341万人に設定し、これを達成。これまで過去最高だった2006年度の数値を更新した。2018年度は369万人を目標に設定。目標値には届かなかったが、2年連続で過去最高を更新。2020年2月以降、新型コロナウイルスの影響を受け、2019年度は目標値の376万人には届かなかったものの、3年連続で過去最高を更新。2020年度は同影響による減便や休止を受けて前年度比67%減まで落ち込み、民営化後最低水準となり、震災時の数値をも下回った。
2022年12月、タイ国際航空によるバンコク/スワンナプームからのチャーター便が約2年9ヵ月ぶりの国際線として運航を再開。2023年1月より、エバー航空が台北/桃園への国際線定期便が運航を再開したのを皮切りに、同年3月にタイガーエア台湾が再開、4月にはスターラックス航空が就航し、それぞれ台北/桃園線を運航。2023年3月には、アシアナ航空がソウル/仁川への双方向チャーター便の運航を経て、同年4月より定期便の運航を再開。同年7月より中国国際航空の大連・北京/首都線が、12月より同上海/浦東線が再開。このほか、マレーシア航空によるクアラルンプール、タイ・ベトジェットエアによる台北/桃園経由バンコク/スワンナプームのプログラムチャーター便の運航もあり、2023年度の国際線利用者数を押し上げた。
2024年度も、コロナ禍明けの旺盛なインバウンド需要を受け、2024年10月よりスターラックス航空が機材を大型化したことをはじめ、同年12月よりグレーター・ベイ航空および香港航空が、2025年1月より香港エクスプレス航空がそれぞれ香港線を開設。マレーシア航空も、昨年に続いてクアラルンプールからのチャーター便を運航するなど、国際線利用者数を大きく押し上げ、国際線利用者数は過去最多だった2000年度を更新。国内線を合わせた利用者数も、コロナ禍前を超える380万人となった。
2044年度には550万人を目標に設定している。利用者数の拡大に向けてはLCCへの期待が大きく、将来的には旅客数の51%をLCC利用者とすることを視野に入れている。

#### 貨物取扱量
ピーク時からの減少幅が比較的小さい利用者数と比べ、貨物取扱量は2010年度は1万t（目標値の約1/5）、2012年度は0.5万t（目標値の約1/10）近くまで落ち込んでおり、増加へ向けて課題が多いことが指摘されている。仙台国際空港株式会社は、2020年度に1万t、2044年度に2.5万tを目標に設定しているが、小型機による運航の多い国内貨物取扱量の減少が響き、民営化以降減少が続いており、コロナ禍以降さらに激減している。
便数・就航都市が充実している成田や羽田を第一選択肢とし、トラックで輸送するケースが大多数を占めている現状から、旅客機材の大型化 や増便、就航路線を増やすことで、成田・羽田に流出している東北地方の潜在需要の獲得を図ることが不可欠となっている。
2023年7月より日本通運は、コロナ禍により休止していた国際線を使用した航空貨物の取り扱いをエバー航空の台北/桃園線にて再開。2023年度は、医療機器部品や半導体関連部品のほか、イチゴの輸出を行った。

### 就航路線
| 就航地および便数の変化 | 就航地および便数の変化 |
| 国内線 | 国際線 |
| --- | --- |
| 震災前（2011年3月10日） | |
| 新千歳（13便/日） 東京/成田（2便/日） 小松（1便/日） 名古屋/中部（6便/日） 大阪/伊丹（14便/日） 広島（1便/日） 福岡（4便/日） 那覇（1便/日） 計8都市（42便/日）                                                    | ソウル/仁川（7便/週） 台北/桃園（4便/週） 上海/浦東（3便/週） 大連（2便/週） 北京/首都（5便/週） 長春（2便/週） グアム（2便/週） 計7都市（20便/週）    |
| ターミナル運営開始時（2016年2月1日） | |
| 新千歳（13便/日） 東京/成田（2便/日） 小松（2便/日） 名古屋/中部（7便/日） 大阪/伊丹（14便/日） 大阪/関西（2便/日） 広島（2便/日） 福岡（6便/日） 那覇（1便/日） 計9都市（49便/日）                                | ソウル/仁川（4便/週） 台北/桃園（2便/週） 上海/浦東（2便/週） 北京/首都（2便/週） グアム（2便/週） 計5都市（10便/週）                                  |
| ピア棟供用開始時（2018年10月28日） | |
| 新千歳（14便/日） 東京/成田（2便/日） 小松（2便/日） 名古屋/中部（5便/日） 大阪/伊丹（15便/日） 大阪/関西（3便/日） 神戸（2便/日） 広島（2便/日） 出雲（1便/日） 福岡（7便/日） 那覇（1便/日） 計11都市（54便/日） | ソウル/仁川（7便/週） 台北/桃園（13便/週） 上海/浦東（2便/週） 北京/首都（2便/週） 計4都市（22便/週）                                                  |
| コロナ拡大前 最盛期（2020年1月31日） | |
| 新千歳（15便/日） 東京/成田（3便/日） 小松（1便/日） 名古屋/中部（7便/日） 大阪/伊丹（15便/日） 大阪/関西（3便/日） 神戸（2便/日） 広島（2便/日） 出雲（1便/日） 福岡（7便/日） 那覇（1便/日） 計11都市（57便/日） | ソウル/仁川（7便/週） 台北/桃園（19便/週） 上海/浦東（2便/週） 大連（2便/週） 北京/首都（2便/週） バンコク/スワンナプーム（3便/週） 計6都市（33便/週） |
| 2025年夏ダイヤ（2025年6月1日現在） | |
| 新千歳（15便/日） 名古屋/中部（6便/日） 大阪/伊丹（14便/日） 大阪/関西（3便/日） 神戸（2便/日） 広島（3便/日） 福岡（7便/日） 那覇（1便/日） 計8都市（51便/日）                                                    | ソウル/仁川（5便/週） 台北/桃園（17便/週） 上海/浦東（2便/週） 大連（2便/週） 北京/首都（2便/週） 香港（6便/週） 計6都市（32便/週）                    |

- 2011年
  - 3月11日 - 東日本大震災により、全路線運休。
  - 4月13日
空港ターミナルビル 一部復旧。
国内線臨時便（東京/羽田線、大阪/伊丹線）運航再開。
  - 7月25日 - 国内線定期便 一部再開。
  - 9月25日
空港ターミナルビル 完全復旧。
国際線定期便 一部再開。
- 2012年
  - 7月30日 - 国際線定期便 全路線運航再開。
  - 10月28日 - 中国南方航空 長春線運休。
- 2013年
  - 4月12日 - ピーチ・アビエーション 大阪/関西線就航。
  - 4月20日 - スカイマーク 新千歳線、福岡線就航。
  - 6月26日 - ハワイアン航空 ホノルル線[注 21]就航。
  - 10月27日 - 中国国際航空 上海/浦東経由北京/首都線運休。
  - 12月4日 - タイ国際航空 バンコク/スワンナプーム線（季節便）就航。
- 2014年
  - 3月30日
    - タイ国際航空 バンコク/スワンナプーム線（季節便）運休[注 22]。
    - 中国国際航空 上海/浦東経由北京/首都線再開。

  - 4月1日 - スカイマーク 神戸線就航。
  - 8月9日 - スカイマーク 那覇線（季節便）就航。（→ 同年9月15日をもって終了）
- 2015年
  - 3月29日 - スカイマーク 新千歳線、福岡線運休。
  - 10月1日 - ハワイアン航空 ホノルル線運休。
- 2016年
  - 2月1日 - 仙台国際空港株式会社による空港ビル施設の運営開始。
  - 6月29日 - タイガーエア台湾 台北/桃園線就航。
  - 7月1日 - 仙台国際空港株式会社による空港民間運営開始。
  - 10月6日 - トランスアジア航空 台北/桃園線就航。
  - 11月22日 - トランスアジア航空 会社解散により、台北/桃園線廃止。
- 2017年
  - 7月1日 - スカイマーク 神戸線再開。
  - 9月24日 - ピーチ・アビエーション 新千歳線就航。
  - 9月25日 - ピーチ・アビエーション 台北/桃園線就航。
- 2018年
  - 4月2日 - ユナイテッド航空 グアム線運休[注 23]。
  - 4月20日 - フジドリームエアラインズ 出雲線就航。
- 2019年
  - 7月1日 - IBEXエアラインズ 東京/成田線再開。
  - 8月8日 - エアアジア・ジャパン 名古屋/中部線就航。
  - 10月30日 - タイ国際航空 バンコク/スワンナプーム線再開。
  - 11月2日 - 中国国際航空 大連経由北京/首都線再開。
- 2020年
  - 3月9日 - 新型コロナウイルスの拡大により、国際線全路線運休。
  - 10月24日 - IBEXエアラインズ 東京/成田線、小松線休止。
  - 12月5日 - エアアジア・ジャパン 会社解散により、名古屋/中部線廃止。
  - 12月24日 - ピーチ・アビエーション 名古屋/中部線就航。
- 2021年
  - 7月16日 - IBEXエアラインズ 松山線就航。
- 2022年
  - 3月26日 - IBEXエアラインズ 松山線運休。
  - 10月29日 - ピーチ・アビエーション 那覇線運休。
- 2023年
  - 1月18日 - エバー航空 台北/桃園線再開。
  - 3月26日 - タイガーエア台湾 台北/桃園線再開。
  - 4月1日 - スターラックス航空 台北/桃園線就航。
  - 4月28日 - アシアナ航空 ソウル/仁川線再開。
  - 7月25日 - 中国国際航空 大連経由北京/首都線再開。
  - 12月23日 - 中国国際航空 上海/浦東線再開。
- 2024年
  - 1月9日 - フジドリームエアラインズ 出雲線運休。
  - 4月26日 - トキエア 新潟線就航。
  - 12月7日 - グレーター・ベイ航空 香港線就航。
  - 12月18日 - 香港航空 香港線就航。
- 2025年
  - 1月17日 - 香港エクスプレス航空 香港線就航。
  - 3月30日 - トキエア 新潟線運休[注 24]。
  - 6月1日 - 香港航空 香港線運休。
  - 7月16日 - タイガーエア台湾 高雄線就航。
  - 10月3日 - スターフライヤー 福岡線就航予定。
  - 10月25日 - 中国国際航空 大連経由北京/首都線運休予定。
  - 10月26日 - フジドリームエアラインズ 福岡線就航予定。